# Picea breweriana
Picea breweriana là một loài thực vật hạt trần trong họ Thông. Loài này được S.Watson miêu tả khoa học đầu tiên năm 1885.